# Садыркулов, Медет Чоканович
Медет Чоканович Садыркулов (13 декабря 1953, село Ильич, Чуйская область — 13 марта 2009, Бишкек) — киргизский государственный и общественный деятель демократического направления.

## Биография
По отцу происходит из казахского рода «шапрашты», его родной дед Омуршай Садыркулов был расстрелян при Сталине как «враг народа». По материнской линии является внуком киргизского солтинского родового вождя и манапа Зуура Сооромбаева, активиста партии «Алаш», занимавшегося широкой благотворительностью и строительством школ для киргизских детей, расстрелянного большевиками в 1921 г.
Школу окончил в 1971 году в родном селе.
С 1971—1972 гг. — рабочий Госплемзавода им. Ильича.
В 1977 г. окончил исторический факультет Киргизского государственного университета. Учился на знаменитом курсе, откуда вышла большая плеяда известных ученых, государственных деятелей и политиков, как Чынара Джакыпова, Курманов Зайнидин, Аскар Салымбеков, Эркин Мамкулов, Бактыбек Бешимов, Кубатбек Байболов и др.
В 1977—1991 гг. работал освобожденным секретарем комитета комсомола, затем преподавателем, очным аспирантом и затем снова преподавателем на кафедре истории КПСС, затем политической истории XX века в Кыргызском государственном медицинском институте.
В 1989—1990 гг. был избран и работал секретарем парткома КГМИ. Победил на альтернативных выборах в качестве самовыдвиженца, вопреки сопротивлению партийных органов столицы республики.
В 1991 г. был приглашен на работу в аппарат, администрацию Президента Кыргызской Республики референтом, заведующим сектором и Орготделом, где прошёл большую школу управления.
В 1992 г. — учёба в Турции на курсах глав государственных администраций.
В 1993 г. — снова учёба в Турции на курсах глав государственных администраций.
В 1994 г. — учёба в Голландии и Англии на курсах по подготовке госслужащих.
В 1996 г. — учёба в США и Польше на курсах по теме «Налоги, финансы и вопросы децентрализации».
В 1996 г. — стажировка в Японии по теме «Вопросы регионального развития».
В 1999-м заочно получил второе высшее образование в Кыргызском государственном национальном университете, профессию юриста.
В 1995 году возглавил Первомайскую районную администрацию города Бишкек и вывел район на первое место в республике по социально-экономическим и культурным показателям.
В 1997—1999 годах в ранге первого заместителя министра финансов руководил Государственной налоговой инспекцией Киргизии.
В 1999 г. был назначен руководителем Администрации Президента КР в знак признания его высоких управленческих качеств и достижений на руководящих государственных должностях. На всех высоких должностях, которые он занимал, М.Садыркулов неизменно добивался высоких результатов, отчего был признан в общественных и политических кругах республики как самый выдающийся политический менеджер Кыргызской Республики периода независимости.
В 1999—2000 возглавил Счётную палату Киргизии, избран президентом Конгресса местных сообществ КР, назначен советником Президента КР по вопросам местного самоуправления (на общественных началах). Затем был направлен на дипломатическую работу. Среди основных причин его освобождения от должности главного администратора страны называют сильные трения с первой леди Майрам Акаевой, которой не нравилось, что М.Садыркулов проводил политику по ограничению влияния семьи президента на решение государственных вопросов.
В 2000—2005 он едет в политическую ссылку в Тегеран — Чрезвычайным и Полномочным Послом Кыргызстана в Исламской Республике Иран, Постоянным Представителем КР в Организации экономического сотрудничества (ОЭС/ЭКО).
В дни мартовской революции 2005 г. находился в Бишкеке, где участвовал в революционных событиях, принимал в госрезиденции отставку премьера Николая Танаева и других должностных лиц режима. Победители были очень обеспокоены участием М.Садыркулова в государственном перевороте и сделали все, чтобы вытеснить его с политического Олимпа. По надуманному «делу финансистов» он с группой бывших финансовых руководителей Уланом Сарбановым (экс-председателя Нацбанка КР)и Султаном Медеровым (экс-министром финансов КР) был привлечен к уголовной ответственности по делу о якобы хищении 400 тыс. долларов США, но через год все они были оправданы судом. После судебного оправдания, начинается новый взлет в политической карьере М.Садыркулова.
С 2006 — первый заместитель руководителя Администрации Президента Кыргызстана.
30.03.2007-16.04.2007 гг. — руководитель аппарата Правительства КР в ранге министра.
С 16 апреля 2007 г. по 8 января 2009 г. снова руководитель Администрации Президента Кыргызстана.
В 08.11.2006-10.2007 гг. — председатель партии «Моя страна», которую он основал в 1998 г. с группой единомышленников, как Галина Куликова, Эрнст Акрамов, Алмаз Исманкулов, Орзубек Назаров, Жаркын Бапанова, Сувакун Бегалиев, Наталья Щербакова, Досмир Узбеков, Жоомарт Оторбаев и др.
31.03.2008-08.01.2009 гг. — член Совета Безопасности КР.
Будучи последовательным и твердым государственником, ученым-политологом он ясно понимал, что у демократических реформ в Кыргызстане нет перспектив, если государство потеряет управляемость. Поэтому все его силы были направлены на восстановление централизации власти, которая начала рассыпаться после мартовского переворота. Он полагал, что с К.Бакиевым можно работать и он не повторит ошибок своего предшественника и ошибся. Началось похолодание отношений между Медетом Садыркуловым и семьей Бакиевых.
8 января 2009 г. М.Садыркулов добровольно ушёл в отставку и спустя некоторое время начал вести переговоры по смещению Президента КР К.Бакиева с занимаемой должности. Но не успел осуществить свой замысел.
14 марта 2009 г. должен был возглавить Ассоциацию выпускников Японского агентства по международному сотрудничеству (ДЖАЙКА) в КР, а ранее он отказался от должности министра иностранных дел.
13 марта 2009 г. возвращаясь из деловой поездки в Алматы, вместе со своими спутниками Сергеем Слепченко и Кубатом Сулаймановым, были предательски схвачены и жестоко убиты в результате преступного сговора клана Бакиевых.
Похороны экс-руководителя администрации президента Кыргызстана состоялись после проведения двух генетических экспертиз, подтвердивших смерть М.Садыркулова, 12 апреля 2009 г. на городском кладбище г. Бишкека близ поселка Чон-Арык.
После его смерти вышел в свет сборник воспоминаний близких, друзей и коллег М.Садыркулова «Он ушел непокоренным» (Бишкек,2010), где был раскрыт его жизненный путь, государственная и общественная деятельность, научный вклад в развитие суверенного Кыргызстана.

## Награды
2002 г. — нагрудный знак СНБ КР «Ата Журт» («За преданность Родине»).
21.02.2008 г. — медаль Пограничной службы КР («за укрепление пограничного сотрудничества»).

## Звания
- Кандидат политических наук
- Член-корреспондент Академии местного самоуправления Российской Федерации
- Государственный советник налоговой службы 2-го ранга
- Государственный советник государственной службы 1-го класса
- Чрезвычайный и Полномочный Посол Кыргызской Республики

## Семья
Он был отцом трех дочерей и сына.